# Romolo (figlio di Antemio)
Romolo (latino: Romulus; fl. 469-479) è stato un nobile romano, membro della dinastia trace.

## Biografia
Romolo era il figlio dell'imperatore d'Occidente Antemio e di Elia Marcia Eufemia, figlia dell'imperatore d'Oriente Marciano. Rimase a Costantinopoli, alla corte di Leone I, mentre il padre regnò brevemente (469-472) in Italia e Gallia, tentando senza successo di restaurare il potere imperiale nelle province occidentali.
Nel 479 Romolo e i fratelli, Flavio Marciano e Procopio Antemio, si ribellarono contro il nuovo imperatore d'Oriente, Zenone, in quanto Marciano, avendo sposato la figlia di Leone I, vantava diritti sul soglio imperiale. Dopo alcune vittorie iniziali, la rivolta venne sedata dal generale Illo: Marciano venne catturato, mentre Procopio e Romolo fuggirono in Italia.